# Зомбији 3
Зомбији 3 (енгл. Zombies 3) амерички је филмски мјузикл из 2022. године. Режију потписује Пол Хун, по сценарију Дејвида Лајта и Џозефа Раса. Наставак је филма Зомбији 2 (2020), а прати становнике Сибрука, у ком живе људи, зомбији и вукодлаци, док покушавају да одбију инвазију ванземаљаца.
Disney+ је приказао филм 15. јула 2022. године, а потом Disney Channel од 12. августа у САД, односно 14. октобра у Србији. Тренутно је у продукцији анимирана серија по овој франшизи.

## Радња
Зед и Адисон започињу своју последњу годину у средњој школи у Сибрук, који је постао сигурно уточиште и људе, зомбије и вукодлаке. Зед очекује стипендију која ће га учинити првим зомбијем који је похађао колеџ, док се Адисон спрема за прво чирлидерско такмичење у Сибруку. Онда се изненада, ванземаљска бића појављују око Сибрука, изазивајући нешто друго осим пријатељске конкуренције.

## Улоге
| Глумац            | Улога   |
| ----------------- | ------- |
| Мајло Манхајм     | Зед     |
| Мег Донели        | Адисон  |
| Тревор Торђман    | Баки    |
| Кајли Расел       | Елајза  |
| Карла Џефри       | Бри     |
| Чандлер Кини      | Вила    |
| Пирс Јоза         | Вајат   |
| Аријел Мартин     | Винтер  |
| Тери Ху           | А-Спен  |
| Мет Корнет        | А-Лан   |
| Кира Тантао       | А-Ли    |
| Кингстон Фостер   | Зои     |
| Џејмс Годфри      | Бонзо   |
| Рупол             | брод    |
| Емилија Макарти   | Лејси   |
| Ноа Зулфикар      | Џејси   |
| Џасмин Рене Томас | Стејси  |
| Наоми Сникус      | гђа. Ли |
| Пол Хопкинс       | Дејл    |
| Мари Ворд         | Миси    |
| Шејла Макарти     | Енџи    |
| Џона Лангдон      | тренер  |
| Тони Напо         | Зевон   |